# Andreas Polyzogopoulos
Andreas Polyzogopoulos (* Dezember 1981) ist ein griechischer Jazzmusiker (Trompete, Komposition).

## Leben und Wirken
Polyzogopoulos wuchs in Samiko im Westen der Peloponnes-Halbinsel auf. Im Alter von 10 Jahren begann er mit Gitarrespielen. Mit 16 Jahren zog er nach Athen, wo er in Rock- und Blues-Bands mitwirkte. Bald entdeckte er den Jazz und studierte Jazzgitarre am Konservatorium Philippos Nakas. Im Jahr 2000 wechselte er zur Trompete. Im Herbst 2002 zog er in die Niederlande, um am Conservatorium van Amsterdam zu studieren; ihn unterrichteten unter anderem Markus Stockhausen und Angelo Verploegen. Auch besuchte er einen Workshop bei Paolo Fresu.
Während seines Studiums in Amsterdam spielte Polyzogopoulos mit verschiedenen Gruppen und gründete 2006 sein „Poly Quartet“, das eigene Kompositionen aufführte. 2008 nahm die Band ihr Debüt-Album Perfumed Dreams auf und gewann den ersten Platz im Wettbewerb „Motives for Jazz“ in Belgien. 2010 tourte er als Mitglied des European Youth Jazz Orchestra durch Europa (BR-Mitschnitt in München). Als Mitglied des Quintetts von Dimitris Kalantzis nahm er 2011 das Album Mano's / Jazz Tribute to Manos Hadjidakis für Verve Records auf, das mittlerweile einen Platin-Status hat. 2012 gründete Polyzogopoulos dann eine neue Band: Bassist Vasilis Stefanopoulos, der bereits im Poly Quartet dabei sowie Costis Christodoulou am Keyboard und Srdjan Ivanovic am Schlagzeug; 2013 veröffentlichten sie ihr erstes gemeinsames Album Heart Of The Sun – The Music of Pink Floyd. Mit dieser Band tourte er durch Europa und trat auch in New York City auf. 2015 veröffentlichte er die CD Anicca und 2017 die Ambient-CD Polypala – One Inch of Love vertreten ist. Er gehörte zum Blazin’ Quartet um Srđan Ivanović.
Polyzogopoulos arbeitete mit Jaques Morelenbaum, Tore Brunborg und Michel Portal zusammen, aber auch mit Günter Baby Sommer, Tony Lakatos, Psarantonis, Teun Verbruggen, Savina Yannatou, Maria Farantouri, Dulce Pontes, Serge Teyssot Gay, Anne Paceo, Marc Buronfosse, Federico Casagrande, Mauro Gargano, Christophe Panzani, Yantganso, Kostas Theodorou, Yiorgos Kontrafouris, der Gruppe Mode Plagal, Nikos Sidirokastritis, Yiotis Kiourtsoglou, David Lynch, Stavros Lantsias, Haig Yazdjian, Vangelis Katsoulis, Petros Klampanis, Takis Barberis, Thanasis Papakonstantinou, Dionysis Savarachanatan und Tania Giannouli. Er trat auch Festivals wie dem North Sea Jazz Festival, dem Odessa Jazz Festival, dem Banlieues Bleues, dem Jazz à la Villette oder dem JazzFest Berlin auf.